# Пінсу
Пінсу[джерело?] — це різновид замороженого десерту, який готують із тонкої стружки льоду або дрібно подрібненого льоду та солодких приправ або сиропів. Зазвичай сироп додають після того, як лід був заморожений і перемелений, однак ароматизатор можна також додавати перед заморожуванням.
Десерт виготовляють у всьому світі в різних формах і варіаціях. Пінсу можна також змішувати з великою кількістю рідини для отримання напоїв з льоду.
Інколи пінсу плутають з «італійським льодом», який називають «гранітом». Італійський лід, також відомий як «водний лід» також містить наповнювач (фруктовий сік або інші інгредієнти, такі як мигдаль), але він додається у воду з цукром ще до її замерзання. У пінсу — особливо в висококомерційний (такий, який знаходиться у харчових мережах або у вуличних торговців) наповнювач часто додається вже після того, як лід замерз і перемоловся.

## Історія

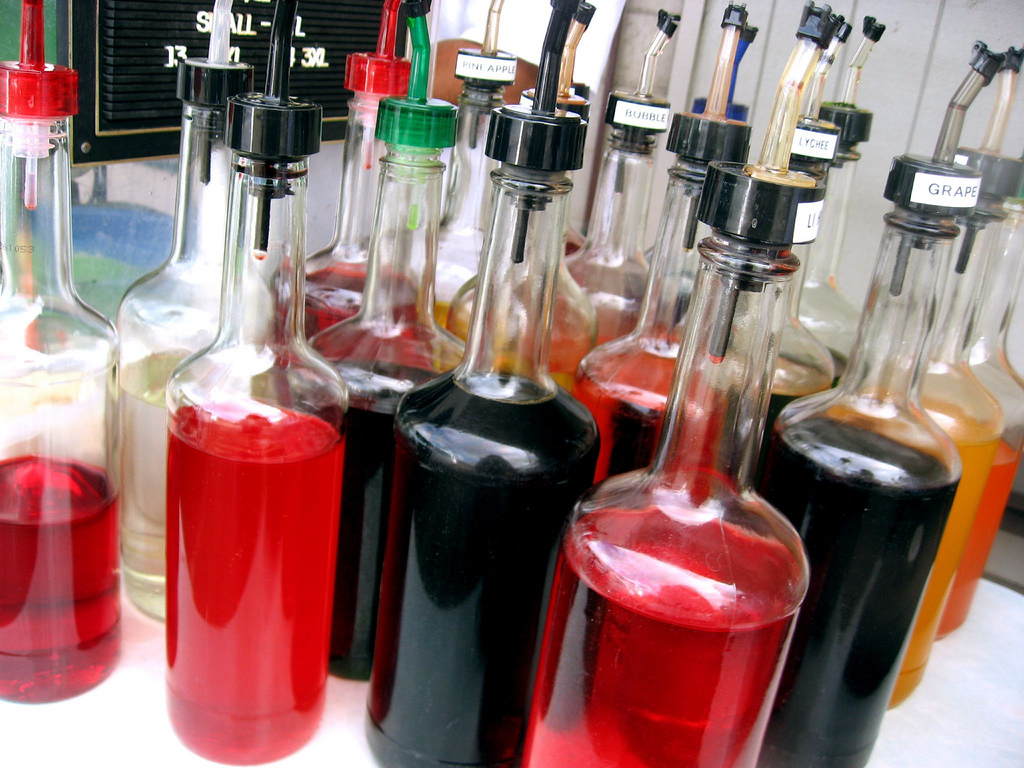
Сиропи, які використовуються для ароматизації подрібненого льоду

Перша задокументована згадка про пінсу належить до 27 року до н. е. Римський імператор Нерон посилав рабів збирати сніг з довколишніх гір, в який потім додавалися фруктово-медові суміші.  
В імперській Японії десерт також був частуванням для багатої верстви населення, оскільки виготовлявся з натурального льоду, сформованого в найхолодніший період зими, який зберігався в крижаних будинках. Така технологія приготування зробила пінсу дуже рідкісним і дорогим, доступним лише вельможам Хейан; звичайні люди не могли собі цього дозволити. Після того, як японці іммігрували на Гаваї, вони перенесли цю традицію із собою.

## Регіони

### Америка

#### Північна Америка та Кариби

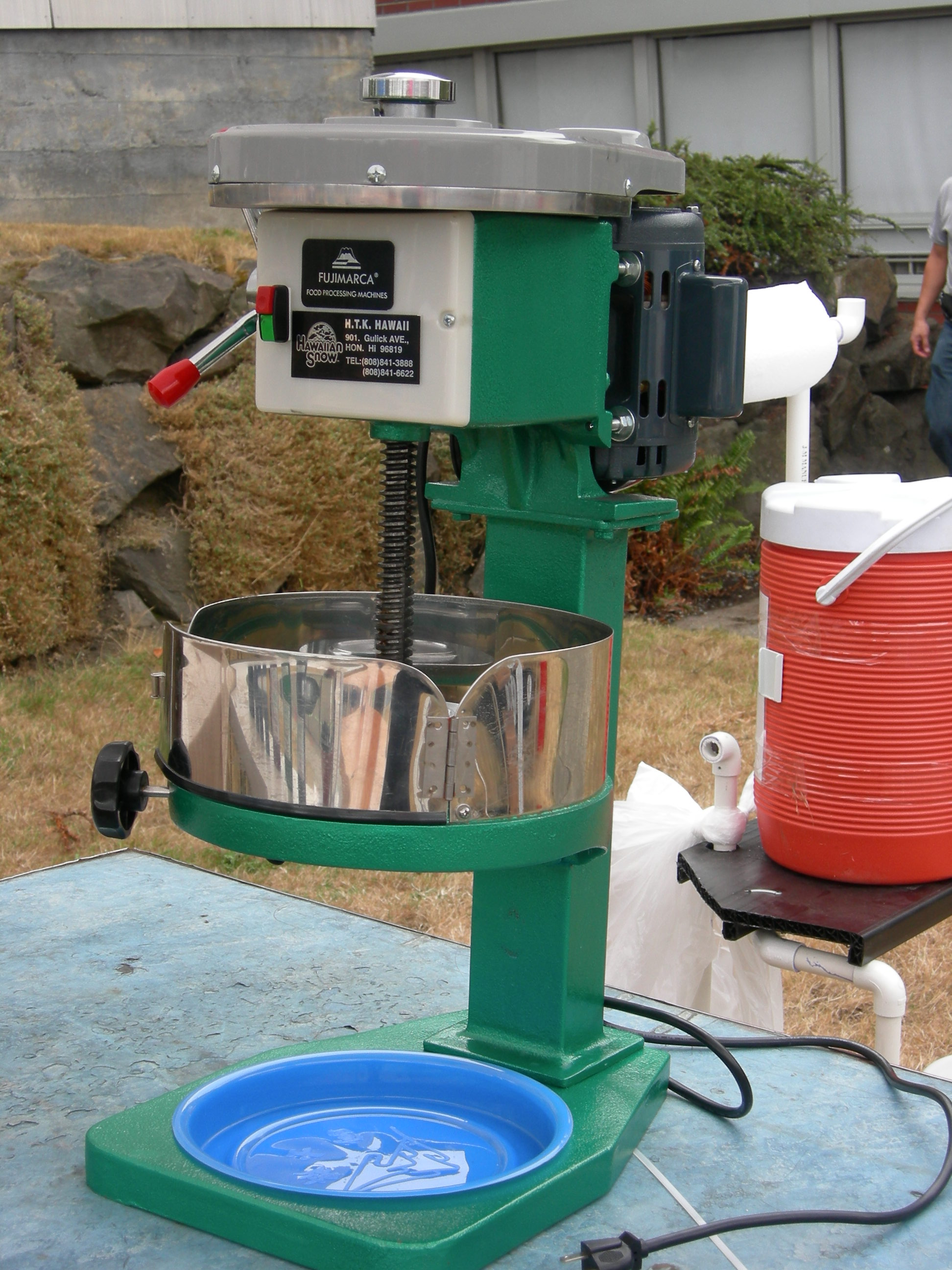
Машина, яка використовується для перемелення льоду для пінсу.

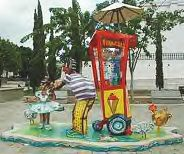
Художнє зображення візка Пірагуа.

- У Канаді та більшості сусідніх штатів Сполучених Штатів Америки цей десерт широко відомий як «Снігові шишки» або «Снігові кульки», які складаються з подрібненого або меленого льоду, покритого солодким сиропом із фруктів. У Сполучених Штатах відомі декілька регіональних варіацій: снігові кульки Нового Орлеана включають заливку фруктово-ароматизованого сиропу або суміш фруктово-кремового сиропу, а сніжинки Балтімора часто включають сироп з фруктовим ароматизатором, а потім додатково додають вершкове зефір.
- На Кубі, як і в багатьох кубинських мікрорайонах США, їх називають «гранізадо», від іспанського слова granizo. У Маямі гранізадо часто продають разом із іншими замороженими кондитерськими виробами у вантажівках з морозивом та на стендах по всьому місту. Класичний кубинський ароматизатор для гранісадо — це аніс, виготовлений з екстрактів спеції зірки анісу.
- Сно-куля — це варіант Нового Орлеана .

#### Центральна та Південна Америка
Крижані десерти з Центральної та Південної Америки готуються на основі рецептів як з північноамериканської, так і з японської культур

### Азія

#### Східна та Південно-Східна Азія
У Східній Азії десерти з меленого льоду не тільки містять не тільки різні види сиропу, а також певні тверді інгредієнти, такі як паста з червоної квасолі, желе, консервовані фрукти, джеми, підсолоджене згущене молоко та багато інших видів підсолоджених продуктів, щоб змінити текстуру льодового десерту. 

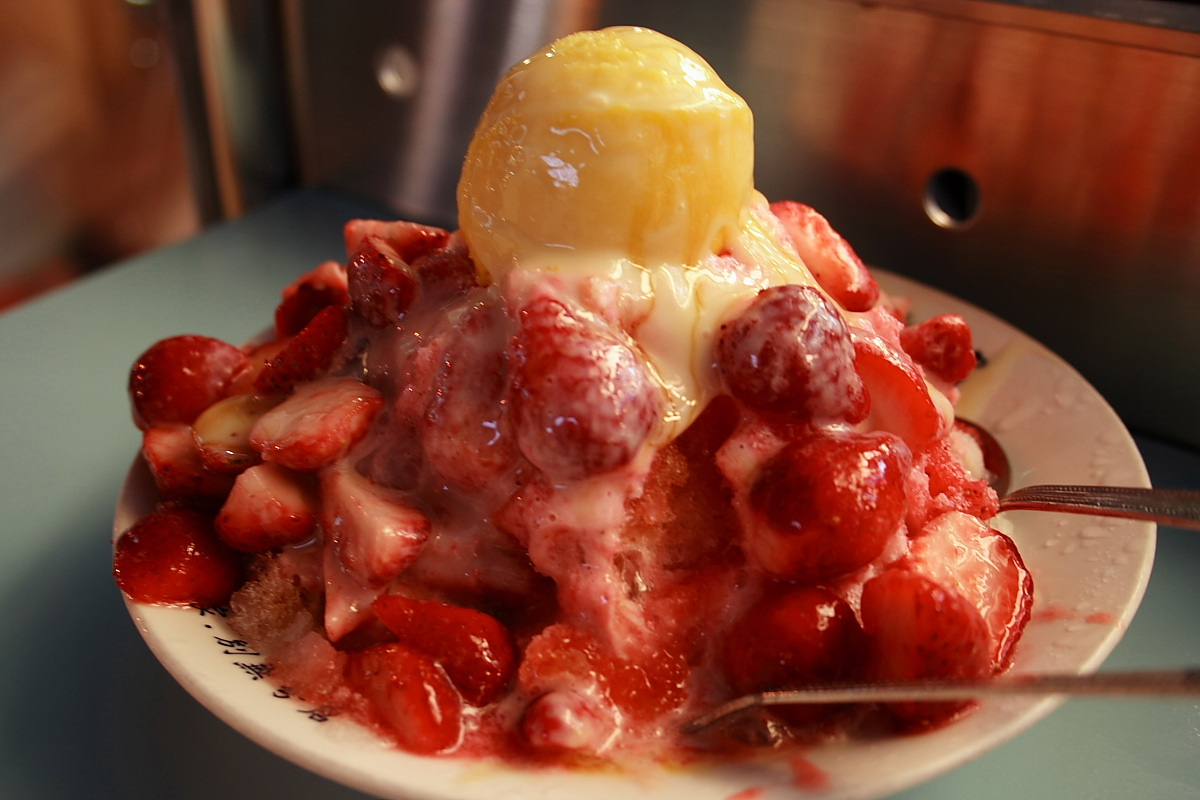
Тайванський Baobing з полуницею та підсолодженим згущеним молоком
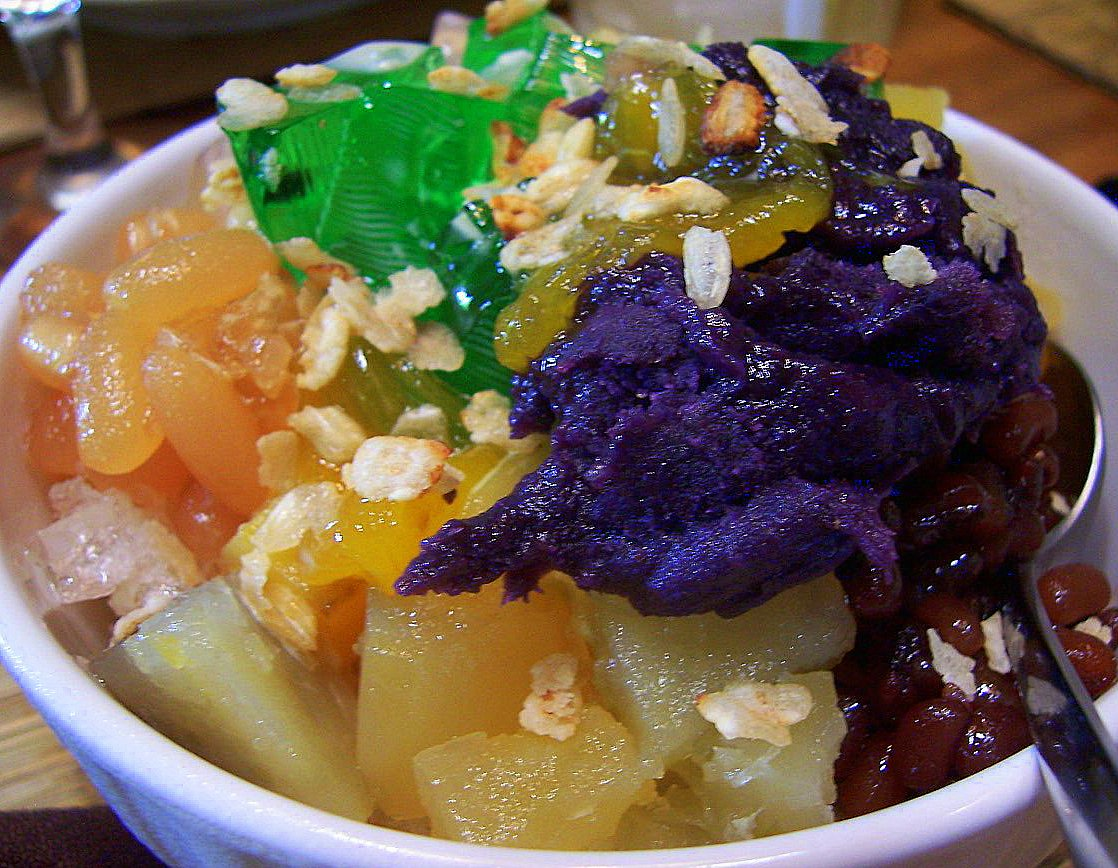
Філіппінське ореол - халат з яскравими кольоровими начинками
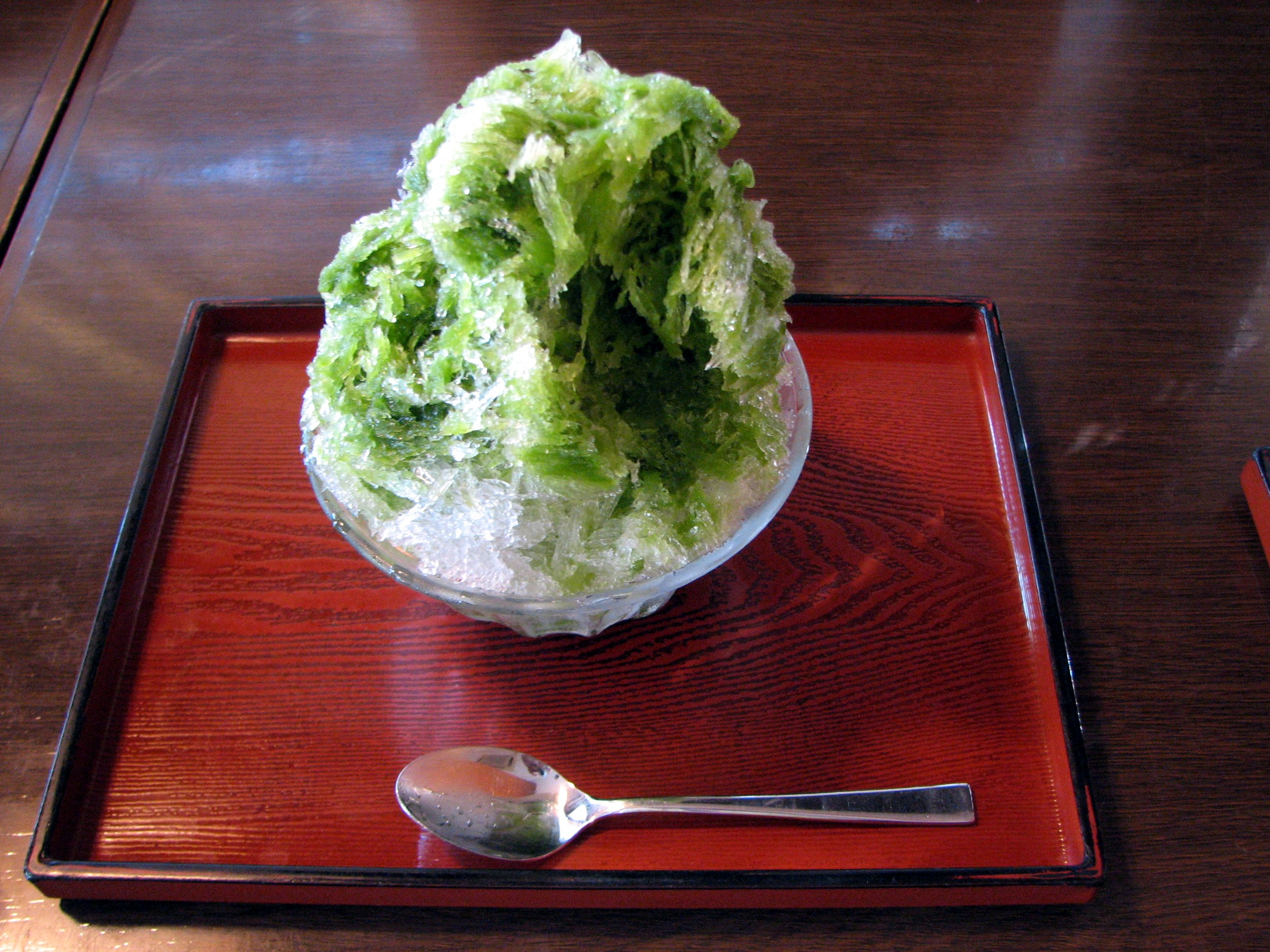
Японський какіґрі з ароматом зеленого чаю (матча)
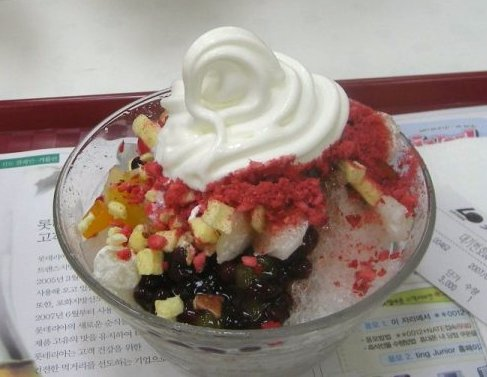
Корейський Патбінгсу з м'яким подаванням морозива та цукатами

#### Південна Азія
У Південній Азії снігові шишки вважаються недорогим літнім частуванням.
- У Пакистані їх часто називають Гол Ganda;
- В Індії відомий як Чуски; ароматизовані цукровими сиропами, фруктовими ароматами та кількома іншими ароматами корінного типу, як троянда, кахус або кала-хатта. Його часто заливають згущеним молоком. Дослівний переклад «Кульки льоду» використовується в багатьох частинах Індії: Барфача-Гола в Маратхі, Барф-ка-Гола на хінді та Барф-но-Голо в Гуджараті .

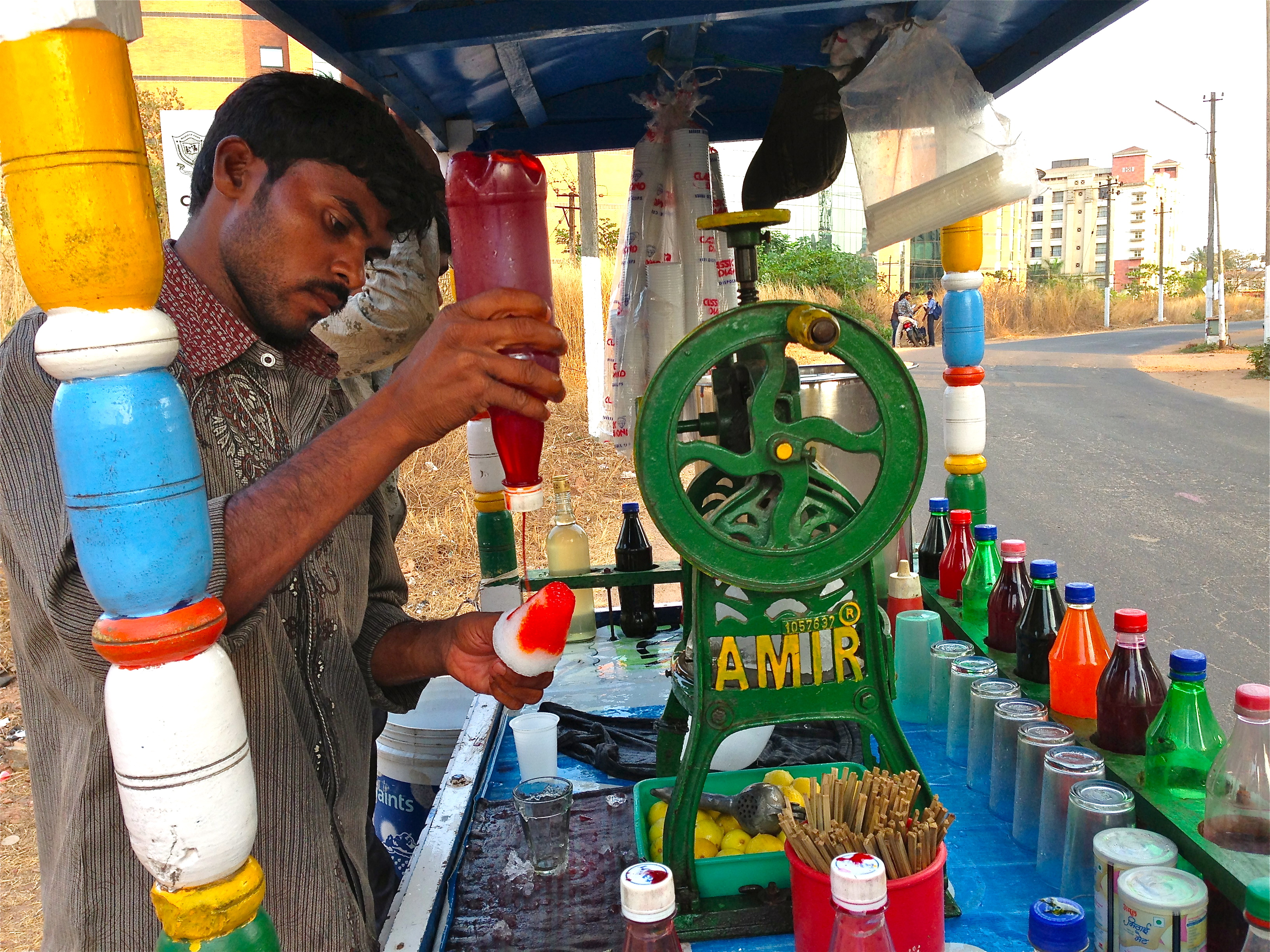
Людина готує подрібнений лід в Індії
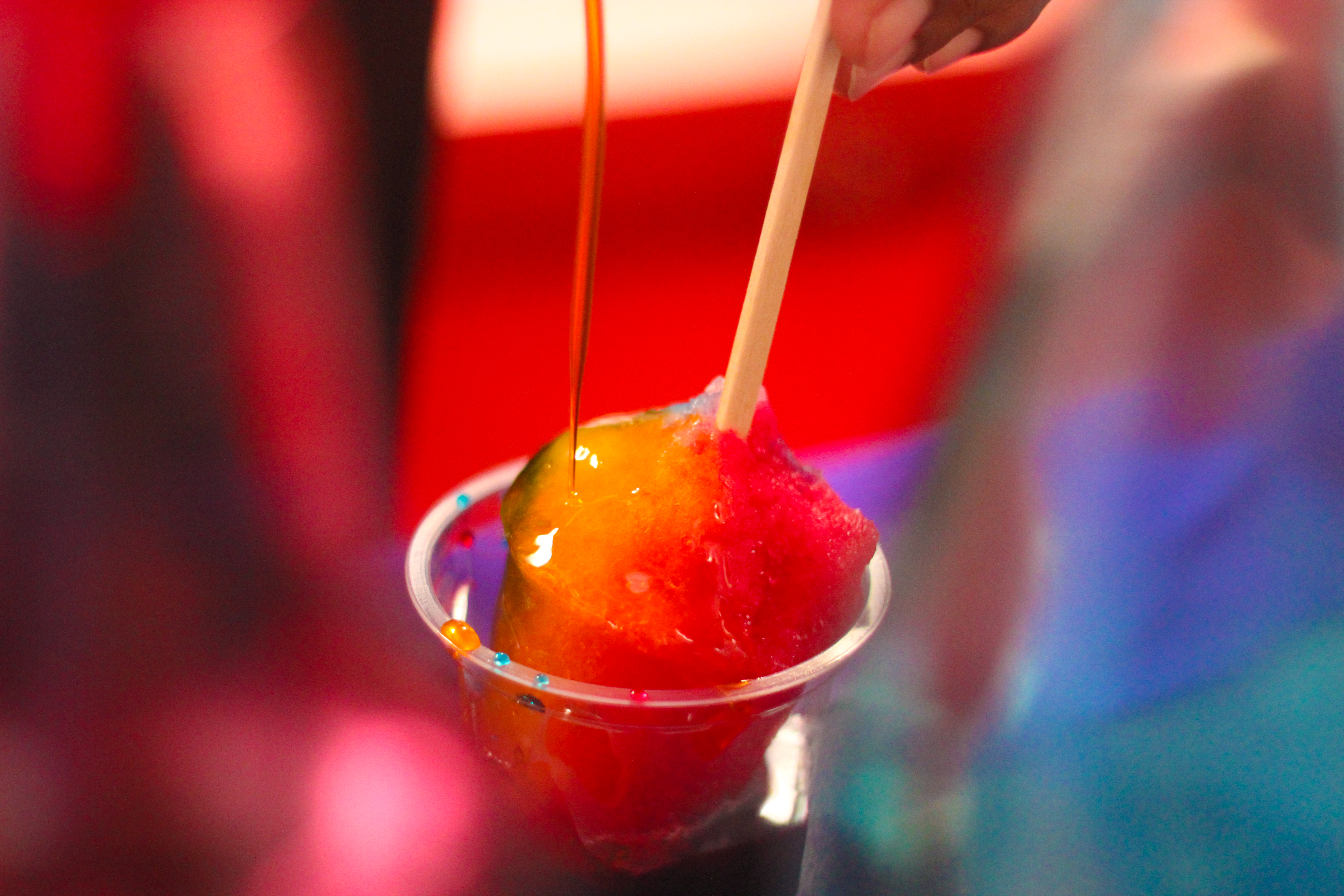
Подрібнений лід продається на вулицях Індії
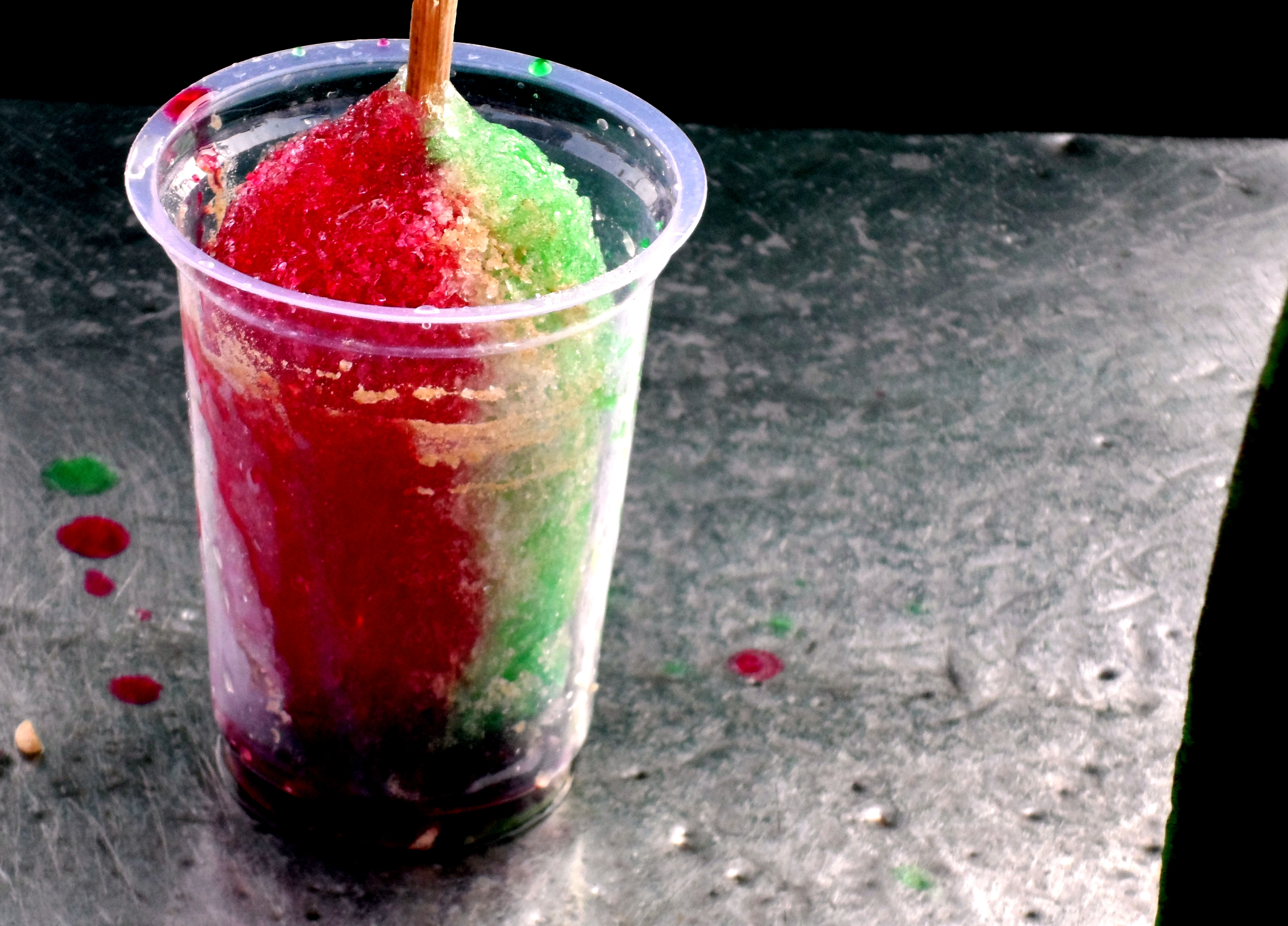
Подрібнений лід з ароматизованими сиропами в Індії

#### Середній Схід
В Ізраїлі пінсу відомий як «барад» (ברד), що в івриті означає «град»; за зразком granizado. Він продається впродовж року в кіосках на вулицях і пляжах. Подається покупцю з додаванням певного фруктового смаку, найпоширенішим з яких є виноград.

## Напої
Коли велика кількість рідини додається до пінсу, виробляються крижані напої:
- Распадо — мексиканський гострий напій;
- Sâm bổ lượng — південнокитайський та в'єтнамський крижаний напій / суп з желе і фруктами;
- Кендол — південно-азійський напій, що зазвичай містить пінсу.